# Rhinolophus francisi
Rhinolophus francisi (Soisook, Struebig, Bates & Miguez, 2015) è un pipistrello della famiglia dei Rinolofidi diffuso nell'Ecozona orientale.

## Descrizione

### Dimensioni
Pipistrello di medie dimensioni, con la lunghezza della testa e del corpo di 63,4 mm, la lunghezza dell'avambraccio tra 52,9 e 54,7 mm, la lunghezza della coda tra 30,91 e 38 mm, la lunghezza del piede tra 13,5 e 15,5 mm, la lunghezza delle orecchie tra 23,81 e 27 mm e un peso fino a 18 g.

### Aspetto
La pelliccia è lunga, soffice e lanosa. Il colore generale del corpo è bruno-grigiastro con la base dei peli bruno-biancastra. La foglia nasale è marrone scura e presenta una lancetta lunga ed appuntita, un processo connettivo lungo e proiettato in avanti, una sella larga alla base, con l'estremità arrotondata e due alette laterali ben sviluppate. La porzione anteriore è larga, non copre completamente il muso ed ha un profondo incavo mediano alla base. Il labbro inferiore ha un solo solco longitudinale. Le ali sono marroni scure ed attaccate posteriormente alla base dell'alluce. La coda è lunga ed inclusa completamente nell'ampio uropatagio. Il primo premolare superiore è situato fuori la linea alveolare.

### Ecolocazione
Emette ultrasuoni ad alto ciclo di lavoro con impulsi di lunga durata a frequenza costante di 49,3 kHz preceduti e seguiti da brevi abbassamenti della frequenza a 47,9 e 45,6 kHz rispettivamente.

## Biologia

### Comportamento
Si rifugia probabilmente nelle cavità degli alberi o nei crepacci rocciosi.

### Alimentazione
Si nutre di insetti.

## Distribuzione e habitat
Questa specie è conosciuta soltanto attraverso un individuo catturato nella Provincia di Ratchaburi nella Thailandia centro-meridionale e da altri tre catturati nel Borneo.

## Tassonomia
Sono state riconosciute 2 sottospecie:
- R.f.francisi: Borneo;
- R.f.thailandicus (Soisook & Bates, 2015): Provincia di Ratchaburi.

## Conservazione
Questa specie, essendo stata scoperta solo recentemente, non è stata sottoposta ancora a nessun criterio di conservazione.